# Kulturarvssamling
En kulturarvssamling er en samling af kulturarv. Det kan for eksempel være Statens Avissamling og Ruben-samlingen, en samling af fonografvalser, på Statsbiblioteket og bogsamlingen af den svenske naturforsker Carl von Linnes værker i Danmarks Natur- og Lægevidenskabelige Bibliotek.
Indsamling af kulturarvsmateriale i Danmark sker i kraft af loven om pligtaflevering.  Pligtafleveringsloven foreskriver aflevering af værker i fysisk  form  (bøger, tidsskrifter, aviser, cd’er, dvd’er mv.), men også indsamling af  materiale fra internettet og indsamling af  radio- og tv-udsendelser.
Statsbiblioteket omfatter ud over pligtafleveringerne også et antal specialsamlinger

## Eksterne kilder og henvisninger
1. ↑  pligtaflevering.dk
2. ↑  Specialsamlinger på statsbiblioteket.dk

- Indgangsside til statsbibliotekets websted med kulturarv

| Kultur | Spire Denne artikel om kultur er en spire som bør udbygges. Du er velkommen til at hjælpe Wikipedia ved at udvide den. |